# Porirua
Porirua, offizielle Bezeichnung: Porirua City genannt, ist eine Stadt und zugleich eigenständige Territorial Authority (Gebietskörperschaft) in der Region Wellington im Süden der Nordinsel von Neuseeland. Der Rat der Stadt wird Porirua City Council genannt.

## Namensherkunft
Der Name „Porirua“ entstammt der Sprache der Māori und wurde abgeleitet aus dem Wort „pari-rua“ und geht laut der Mythologie der Māori auf den polynesischen Entdecker und Seefahrer Kupe zurück, der den Ort als „Ort mit zwei fließenden Gezeiten“ (pari = Flut und rua = zwei) beschrieben hat.

## Geographie

### Geographische Lage
Porirua City liegt am südlichen Ende der Nordinsel, gut 15 km nördlich von Wellington City. Die Stadt verfügt über eine reine Landfläche von 175 km² und zählte zum Census im Jahr 2013 51.717 Einwohner. Damit ist die Stadt die flächenmäßig kleinste Stadt der vier eigenständigen Städte in der Region Wellington, stellt aber mit 295,9 Einwohner pro km² die Stadt mit der zweithöchsten Bevölkerungsdichte hinter Wellington City dar.
Nördlich der Stadt grenzt der Kapiti Coast District an. Östlich liegt die Stadt Upper Hutt City, südöstlich Hutt City und südlich Wellington City. Westlich bildet die Küstenlinie zur Tasmansee die natürliche Grenze der Stadt.
Innerhalb des Stadtgebietes liegt der zweigeteilte Porirua Harbour, der nach Nordwesten hin Zugang zur Tasmansee hat. Die rund 5 km vor dem Hafenzugang liegende Insel Mana Island zählt mit zum Stadtgebiet.

### Stadtgliederung

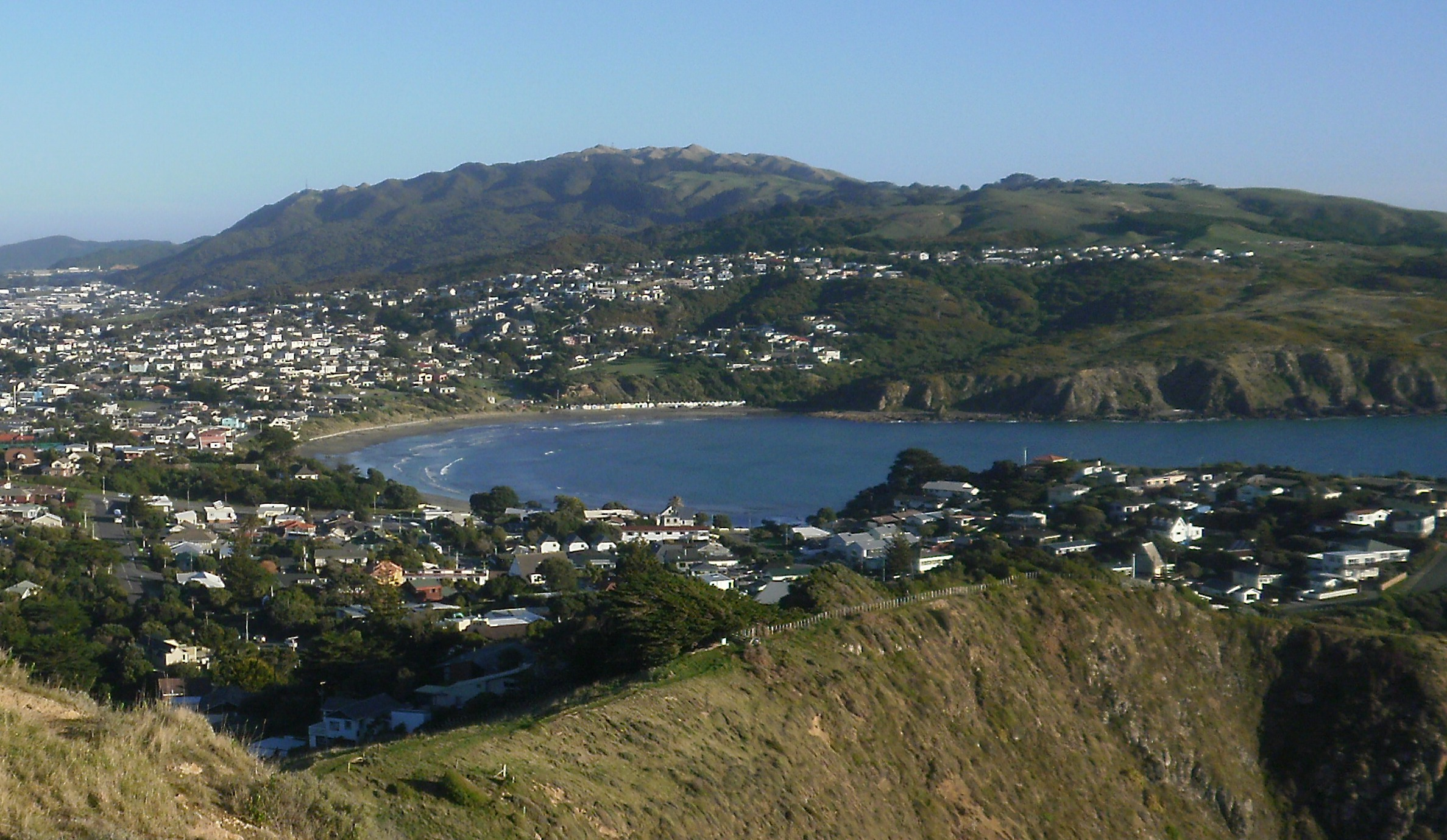
Titahi Bay an der Küste

Die größten Stadtteile von Porirua sind, Ascot Park, Cannons Creek, Elsdon, Onepoto, Paremata, Pauatahanui, Plimmerton und  Pukerua Bay, wo Regisseur Peter Jackson aufgewachsen ist. Weitere Stadtteile sind Ranui Heights, Takapuwahia, Waitangirua, Whitby und Titahi Bay, wo der Golfspieler Michael Campbell aufgewachsen ist. Einzige größere ländliche Ansiedlungen sind Judgeford und Horokiri.

## Geschichte
Anhand von archäologischen Untersuchungen konnte die erste Besiedlung von Porirua durch Māori auf um das Jahr 1450 datiert werden. Der erste bekannte Māori-Stamm, der dort lebte, war der Ngāi Tara, der sich um 1650 mit den von der Hawke’s Bay kommenden Ngāti Ira vermischte, bis in den 1820er Jahren der Stamm der Ngāti Toa Einfluss über das Gebiet bekam.
Zur gleichen Zeit kamen die ersten Europäer und siedelten in der Gegend. 1832 errichteten sie auf der heute unbewohnten Insel Mana Island eine Handelsstation. 1839 kamen Vertreter der New Zealand Company kauften unter dubiosen Bedingungen Land von den Māori und verkauften es an europäische Siedler. Der Konflikt ließ nicht lange auf sich warten und entlud sich im Mai 1843 in einer kriegerischen Auseinandersetzung zwischen Māori und Siedlern, bei der fünfzehn Todesopfer zu beklagen waren und infolgedessen die britische Marine eingriff und Porirua Harbour der erste Stützpunkt eines neuseeländischen Kriegsschiffs wurde. 1846 wurde der Konflikt endgültig beendet, mit unterlegenen Māori.
Ab den 1850er Jahren kamen verstärkt europäische Siedler in die Gegend um den Porirua Harbour und gründeten ihre Siedlungen. Auch das Wairarapa-Erdbeben von 1855, das die Küstenlandschaft veränderte und den Porirua Harbour anhob, konnte den Siedlungsstrom nicht stoppen. Im Oktober 1965 bekam Porirua den Status einer City.

## Bevölkerung

### Bevölkerungsentwicklung
Von den 51.717 Einwohnern der Stadt waren 2013 10.131 Einwohner Māori-stämmig (15,6 %). Damit lebten 1,7 % der Māori-Bevölkerung des Landes in der Stadt. Das durchschnittliche Einkommen in der Bevölkerung lag 2013 bei 31.400 NZ$, gegenüber 28.500 NZ$ im Landesdurchschnitt.

### Herkunft und Sprachen
Die Frage nach der Zugehörigkeit einer ethnischen Gruppe beantworteten in der Volkszählung 2013 63,9 % mit Europäer zu sein, 20,8 % gaben an, Māori-Wurzeln zu haben, 26,2 % kamen von den Inseln des pazifischen Raums und 6,4 % stammten aus Asien (Mehrfachnennungen waren möglich). 24,8 % der Bevölkerung gab an, in Übersee geboren zu sein und 3,7 % der Bevölkerung sprachen Māori, unter den Māori 21,3 %. Die zweithäufigste Sprache die in der Stadt gesprochen wird, ist abweichend von allen anderen Städten und Distrikten des Landes mit Ausnahme von Hutt City, die Samoanische Sprache mit 10,2 %.

## Politik

### Verwaltung
Porirua City ist selbst noch einmal in drei Wards eingeteilt, dem Eastern Ward und dem Northern Ward mit jeweils vier Councillors (Ratsmitglieder) und dem Western Ward mit zwei Councillors. Zusammen mit dem Mayor (Bürgermeister) bilden sie den City Council (Stadtrat). Der Bürgermeister und die zehn Ratsmitglieder werden alle drei Jahre neu gewählt.

### Städtepartnerschaften
Die Städtepartnerschaften der Stadt gliedern sich in Sister City, Friendly City und Twin City, wobei lediglich ersteres den Status einer vollen Städtepartnerschaft nach neuseeländischem Denken besitzt und die folgenden abgestufte Vereinbarungen beinhalten.
Sister City
- Nishio, Präfektur Aichi in Japan
- Blacktown City, in Australien

Friendly City
- Bamiyan, Provinz in Afghanistan
- Yangzhou, in der Volksrepublik China

Twin City
- Whitby, im Vereinigten Königreich

## Wirtschaft
In der Stadt gab es im Jahr 2012 3959 Unternehmen mit 16.866 Beschäftigten. Das erwirtschaftete Gross Domestic Product (GDP) (Bruttoinlandsprodukt) lag bei 932 Millionen NZ$. Die meisten Beschäftigten arbeiteten in den Bereichen Bildung (2979), gefolgt von Einzelhandel (2342), Sozial- und Gesundheitssystem (2261), Baugewerbe (2160) und Technischem Service (1343).

## Infrastruktur

### Verkehr
Durch die Stadt führen der New Zealand State Highway 1 und die North Island Main Trunk Railway, die beide von Norden kommend bis nach Wellington führen.

### Bildung
In Porirua befindet sich das Royal New Zealand Police College, in dem Polizisten aus ganz Neuseeland ausgebildet werden.

## Persönlichkeiten
- Sophie Devine (* 1989), Cricket- und Hockeyspielerin